# Mazé-Milon
Pour les articles homonymes, voir Mazé et Milon.
Mazé-Milon est une commune nouvelle française située dans le département de Maine-et-Loire, en région Pays de la Loire. Elle a été créée le 1er janvier 2016,.
Elle est issue du regroupement des communes de Mazé et Fontaine-Milon qui deviennent communes déléguées. Son chef-lieu est fixé à Mazé.

## Géographie

### Localisation
Mazé-Milon est à 26 km à l'est d'Angers et à 36 km au nord-ouest de Saumur.

### Communes limitrophes
| Cornillé-les-Caves | Jarzé Villages | Sermaise                      |
|                    | Mazé-Milon     | Les Bois d'Anjou              |
| Loire-Authion      |                | Beaufort-en-Anjou, La Ménitré |

### Climat
Pour des articles plus généraux, voir Climat des Pays de la Loire et Climat de Maine-et-Loire.
En 2010, le climat de la commune est de type climat océanique altéré, selon une étude du CNRS s'appuyant sur une série de données couvrant la période 1971-2000. En 2020, Météo-France publie une typologie des climats de la France métropolitaine dans laquelle la commune est exposée à un climat océanique et est dans la région climatique  Moyenne vallée de la Loire, caractérisée par une bonne insolation (1 850 h/an) et un été peu pluvieux. 
Pour la période 1971-2000, la température annuelle moyenne est de 11,9 °C, avec une amplitude thermique annuelle de 14,4 °C. Le cumul annuel moyen de précipitations est de 635 mm, avec 11,3 jours de précipitations en janvier et 5,7 jours en juillet. Pour la période 1991-2020, la température moyenne annuelle observée sur la station météorologique de Météo-France la plus proche, « La Menitré », sur la commune de La Ménitré à 6 km à vol d'oiseau, est de 12,8 °C et le cumul annuel moyen de précipitations est de 668,8 mm,. Pour l'avenir, les paramètres climatiques de la commune estimés pour 2050 selon différents scénarios d'émission de gaz à effet de serre sont consultables sur un site dédié publié par Météo-France en novembre 2022.
| Mois                                  | jan.            | fév.             | mars        | avril         | mai           | juin         | jui.           | août         | sep.         | oct.          | nov.            | déc.           | année    |
| ------------------------------------- | --------------- | ---------------- | ----------- | ------------- | ------------- | ------------ | -------------- | ------------ | ------------ | ------------- | --------------- | -------------- | -------- |
| Température minimale moyenne (°C)     | 3,2             | 2,8              | 4,7         | 6,5           | 10            | 13,1         | 14,7           | 14,5         | 11,6         | 9,3           | 5,8             | 3,4            | 8,3      |
| Température moyenne (°C)              | 5,9             | 6,4              | 9,2         | 11,7          | 15,2          | 18,6         | 20,4           | 20,3         | 17,1         | 13,4          | 9               | 6,3            | 12,8     |
| Température maximale moyenne (°C)     | 8,7             | 10               | 13,7        | 16,9          | 20,5          | 24,1         | 26,2           | 26,1         | 22,7         | 17,6          | 12,3            | 9,1            | 17,3     |
| Record de froid (°C) date du record   | −16 17.01.1987  | −14,5 25.02.1986 | −9 01.03.05 | −3 21.04.1991 | 0 08.05.1974  | 3 04.06.1975 | 6,5 11.07.1972 | 6 31.08.1986 | 1 11.09.1972 | −4 30.10.1997 | −7,5 23.11.1993 | −10 30.12.1996 | −16 1987 |
| Record de chaleur (°C) date du record | 18,5 15.01.1975 | 22 27.02.19      | 25 19.03.05 | 30 20.04.18   | 32,5 27.05.05 | 38 21.06.17  | 39 22.07.1990  | 40 10.08.03  | 34 06.09.06  | 30,5 03.10.11 | 23 08.11.15     | 19 07.12.00    | 40 2003  |
| Précipitations (mm)                   | 64              | 49,5             | 48,6        | 53,7          | 55,7          | 43           | 45,8           | 46,9         | 52,5         | 70,1          | 69,9            | 69,1           | 668,8    |

## Urbanisme

### Typologie
Au 1er janvier 2024, Mazé-Milon est catégorisée bourg rural, selon la nouvelle grille communale de densité à sept niveaux définie par l'Insee en 2022.
Elle appartient à l'unité urbaine de Loire-Authion, une agglomération intra-départementale regroupant cinq  communes, dont elle est une commune de la banlieue,,. Par ailleurs la commune fait partie de l'aire d'attraction d'Angers, dont elle est une commune de la couronne,. Cette aire, qui regroupe 81 communes, est catégorisée dans les aires de 200 000 à moins de 700 000 habitants,.

## Toponymie
Il convient de se reporter aux articles consacrés aux anciennes communes fusionnées.

## Histoire
Il convient de se reporter aux articles consacrés aux anciennes communes fusionnées.

## Politique et administration

### Administration municipale
| Période        | Période                   | Identité        | Étiquette | Qualité                                                              |
| -------------- | ------------------------- | --------------- | --------- | -------------------------------------------------------------------- |
| 4 janvier 2016 | En cours (au 26 mai 2020) | Christophe Pot, | DVD-LC    | Chef d'entreprise Conseiller régional des Pays de la Loire (2021 → ) |

### Communes déléguées
| Nom            | Code Insee | Intercommunalité        | Superficie (km2) | Population (dernière pop. légale) | Densité (hab./km2) |
| -------------- | ---------- | ----------------------- | ---------------- | --------------------------------- | ------------------ |
| Mazé (siège)   | 49194      | CC de Beaufort-en-Anjou | 33,33            | 4 990 (2013)                      | 150                |
| Fontaine-Milon | 49139      | CC de Beaufort-en-Anjou | 8,46             | 588 (2013)                        | 70                 |

### Intercommunalité
Mazé-Millon fait partie :
- de 2016 à 2017, de l'ancienne communauté de communes de Beaufort-en-Anjou ;
- à partir du 1er janvier 2017, de la communauté de communes Baugeois-Vallée.

## Population et société

### Démographie

#### Évolution démographique
L'évolution du nombre d'habitants est connue à travers les recensements de la population effectués dans la commune depuis sa création.

En 2022, la commune comptait 5 770 habitants, en évolution de −0,29 % par rapport à 2016 (Maine-et-Loire : +2,12 %, France hors Mayotte : +2,11 %).
| 2014  | 2015  | 2016  | 2021  | 2022  |
| ----- | ----- | ----- | ----- | ----- |
| 5 676 | 5 733 | 5 787 | 5 815 | 5 770 |

#### Pyramide des âges
La population de la commune est relativement jeune.
En 2018, le taux de personnes d'un âge inférieur à 30 ans s'élève à 37,8 %, soit au-dessus de la moyenne départementale (37,2 %). À l'inverse, le taux de personnes d'âge supérieur à 60 ans est de 21,1 % la même année, alors qu'il est de 25,6 % au niveau départemental.
En 2018, la commune comptait 2 858 hommes pour 2 957 femmes, soit un taux de 50,85 % de femmes, légèrement inférieur au taux départemental (51,37 %).
Les pyramides des âges de la commune et du département s'établissent comme suit.
| Hommes | Classe d’âge | Femmes |
| ------ | ------------ | ------ |
| 0,9    | 90 ou +      | 1,5    |
| 6,0    | 75-89 ans    | 6,3    |
| 13,0   | 60-74 ans    | 14,5   |
| 20,0   | 45-59 ans    | 19,0   |
| 21,7   | 30-44 ans    | 21,5   |
| 14,1   | 15-29 ans    | 13,7   |
| 24,3   | 0-14 ans     | 23,4   |

| Hommes | Classe d’âge | Femmes |
| ------ | ------------ | ------ |
| 0,9    | 90 ou +      | 2,1    |
| 7      | 75-89 ans    | 9,5    |
| 16,2   | 60-74 ans    | 16,9   |
| 19,4   | 45-59 ans    | 18,7   |
| 18,2   | 30-44 ans    | 17,5   |
| 18,8   | 15-29 ans    | 17,6   |
| 19,5   | 0-14 ans     | 17,6   |

## Économie
Il convient de se reporter aux articles consacrés aux anciennes communes fusionnées.

## Culture locale et patrimoine
Il convient de se reporter aux articles consacrés aux anciennes communes fusionnées.